# Weeki Wachee
Weeki Wachee è un comune degli Stati Uniti d'America, situato in Florida, nella contea di Hernando.